# Coupe de France de futsal 2011-2012
Navigation
2010-2011 2012-2013
La Coupe de France de futsal 2011-2012 est la dix-huitième édition de la compétition. La finale est la même affiche que la saison précédente entre le Sporting Paris et le Paris Métropole, comme aussi lors des championnats de France 2011 et 2012. Le Sporting devient le club le plus titré de la compétition avec un troisième succès consécutif.

## Format de compétition
La Coupe Nationale se réforme. Les clubs du Championnat de France n'entrent qu'après les finales régionales, à partir des seizièmes de finale qui se joue à élimination directe.

## Qualifications
Les équipes doivent passer par des tours de qualifications locaux avant d'intégrer le premier tour fédéral, constituant les 32es de finale.

## Finale

### Contexte
Depuis la saison 2009-2010 et la mise en place du Championnat de France, la victoire en Coupe de France ne qualifie plus pour la Coupe d'Europe.
La phase régulière du championnat est terminée une semaine avant la finale de cette Coupe nationale. Le Sporting Club de Paris et Paris Métropole Futsal savent déjà qu'ils sont opposés aussi la semaine suivante en finale de championnat. Cela comme la saison précédente, où Sporting et Métropole se sont affrontés en finales de Coupe et Championnat pour deux sacres du SCP.

### Résumé du match
Le Sporting Paris monopolise le ballon et se créent les plus grosses occasions dès le début du match. Les joueurs du Paris Métropole Futsal concèdent l'ouverture du score par un tir dévié de Diogo à la suite d'un corner (1-0, 6e). Le PMF prend la possession de balle mais se fait piéger en contre : Diogo trouve Neukermans qui conclut victorieusement (2-0, 8e). Le Métropole continue d'attaquer mais quand ce n'est pas le manque de précision dans le dernier geste, c'est le poteau qui se charge de renvoyer trois fois leurs occasions (deux pour Vita, un pour Gasmi). Pendant ce temps, le Sporting creuse l'écart au tableau d'affichage, grâce à une balle piquée de Hamdoud (14e, 3-0). Marcelo Serpa parvient enfin à réduire le score pour le Métropole (18e). Mais une frappe de Diniz (20e) redonne trois buts d'avance à la pause (4-1).
Les Sportingmen démarrent la seconde période avec autant d'intensité et Bruno Barboza, à la suite d'un contre, alourdit le score (22e, 5-1). Dès lors, le Sporting gère son avantage, dont l'écart varie peu jusqu'à la fin de la rencontre malgré trois nouveaux buts dans chaque camp. Lorsque le Sporting prend quatre buts d'avance par Barboza (22e), Neukermans (28e) et Diogo (35e), Paris Métropole réduit à trois buts par Azdine Aigoun (24e), Vita en deux temps (29e) et Biaux (38e).

### Feuille de match
| Titulaires :   |                     |  |
|                |                     |  |
| 1              | Djamel Haroun       |  |
| 2              | Bruno Barboza       |  |
| 4              | Lucas Diniz         |  |
| 8              | Diogo               |  |
| 11             | Betinho             |  |
|                |                     |  |
| Remplaçants :  |                     |  |
| 3              | Jonathan Neukermans |  |
| 5              | Jonathan Chaulet    |  |
| 6              | Kamel Hamdoud       |  |
| 7              | Hamza Khireddine    |  |
| 9              | Patrick Moreau      |  |
| 10             | Alexandre Teixeira  |  |
| 12             | Yves Pichart        |  |
|                |                     |  |
| Entraîneur :   |                     |  |
| Rodolphe Lopes |                     |  |

| Titulaires :       |                       |  |
|                    |                       |  |
| 1                  | Jova Tosic            |  |
| 3                  | Azdine Aigoun         |  |
| 4                  | Raphael Biaux         |  |
| 6                  | David Le Boette       |  |
| 9                  | Chimel Vita           |  |
|                    |                       |  |
| Remplaçants :      |                       |  |
| 2                  | Sid Belhaj            |  |
| 5                  | Adrien Gasmi          |  |
| 7                  | Abdel Aigoun          |  |
| 8                  | Julien Sakrani        |  |
| 10                 | Christopher Delicourt |  |
| 11                 | Marcelo Serpa         |  |
| 12                 | Yannick Gregbo-Penga  |  |
|                    |                       |  |
| Entraîneur :       |                       |  |
| Jean-Pierre Sabani |                       |  |

| Titulaires :   |                     |  |
|                |                     |  |
| 1              | Djamel Haroun       |  |
| 2              | Bruno Barboza       |  |
| 4              | Lucas Diniz         |  |
| 8              | Diogo               |  |
| 11             | Betinho             |  |
|                |                     |  |
| Remplaçants :  |                     |  |
| 3              | Jonathan Neukermans |  |
| 5              | Jonathan Chaulet    |  |
| 6              | Kamel Hamdoud       |  |
| 7              | Hamza Khireddine    |  |
| 9              | Patrick Moreau      |  |
| 10             | Alexandre Teixeira  |  |
| 12             | Yves Pichart        |  |
|                |                     |  |
| Entraîneur :   |                     |  |
| Rodolphe Lopes |                     |  |

| Titulaires :       |                       |  |
|                    |                       |  |
| 1                  | Jova Tosic            |  |
| 3                  | Azdine Aigoun         |  |
| 4                  | Raphael Biaux         |  |
| 6                  | David Le Boette       |  |
| 9                  | Chimel Vita           |  |
|                    |                       |  |
| Remplaçants :      |                       |  |
| 2                  | Sid Belhaj            |  |
| 5                  | Adrien Gasmi          |  |
| 7                  | Abdel Aigoun          |  |
| 8                  | Julien Sakrani        |  |
| 10                 | Christopher Delicourt |  |
| 11                 | Marcelo Serpa         |  |
| 12                 | Yannick Gregbo-Penga  |  |
|                    |                       |  |
| Entraîneur :       |                       |  |
| Jean-Pierre Sabani |                       |  |